# 随枣会战
隨棗會戰發生於1939年5月，日軍為消滅中國第5戰區的主力，向隨縣、棗陽地區發動進攻，中國軍隊與之展開為期20餘天的會戰。

## 背景
武漢會戰後，日軍因佔領地域過廣，導致兵力分散，因此停止戰略攻勢，轉攻為守，實施反消耗戰，力圖鞏固佔領區。
國軍為牽制敵人，於是於1939年4月下旬至5月中旬，在各戰區發動「四月攻勢」，以積極襲擾、敵後游擊來牽制日軍。第5戰區方面，國軍從東、西兩面向平漢鐵路南段進攻，壓迫日軍側翼。
日軍華中方面軍第11軍司令岡村寧次為鞏固武漢及周邊佔領區，指揮第3師團、第13師團、第16師團及騎兵第4旅，由信陽、應山、鐘祥一線，向桐柏、隨縣、棗陽方向發動進攻，企圖圍殲國軍第5戰區主力部隊，隨棗大會戰於是展開正面大型戰鬥。

## 過程
1939年5月1日駐鐘祥、京山方向的日軍，在飛機、戰車及火砲支援下，向鐘祥以北中國軍隊陣地發動進攻。
5月4日日軍突破長壽店兩側守軍陣地後，即以主力沿襄河東岸，向棗陽方向突擊。國軍頑強阻擊，並不斷以襄河西岸的部隊渡河側擊北犯日軍，但日軍仍乘火力優勢，突破守軍防線。日軍與國民革命軍第84軍激戰兩晝夜後，又奪取了塔兒灣陣地，國軍被迫放棄高城，向西轉移。
5月5日日軍第3師一部向天河口市發起進攻，並於兩天後奪佔天河口。
5月8日日軍佔領棗陽。高城日軍向厲山陣地發起進攻，與國軍第84軍展開激戰。日軍因攻勢順利，遂令駐信陽的第3師第29旅也向桐柏進攻。
5月10日日軍佔領再佔湖陽鎮和新野。
5月12日奪取唐河，並一度佔領南陽。另一方面，駐應山方向日軍第3師主力亦發起進攻，連陷吳家大店、徐家店。日軍第3師第29旅攻陷桐柏。日軍第16師團第33聯隊聯隊長山田喜藏於12日當天於大別山遭國軍擊斃，死後追晉少將。
由於日軍先後佔領桐柏、高城、三陽店、唐河、新野一線，即將合圍桐柏山、大洪山的國軍主力，為爭取主動權，轉守為攻，第5戰區司令長官李宗仁急令第31集團軍主力，會同第1戰區第2集團軍由豫西南下，向唐河、新野一帶反擊。同時，命令在大洪山、桐柏山擔任游擊任務的第39軍、13軍向唐縣鎮、棗陽攻擊，牽制日軍西進，又命令襄河兩岸部隊堵截日軍退路。
5月13日國軍增兵南陽，先後克復唐河、新野。
5月15日各路援軍發起攻擊。
5月19日國軍收復棗陽。日軍因苦戰多日，疲憊不堪，遂向東南退卻，國軍仍一路對其發動追逐攻襲、各地方保安團、警察治安團亦發動敵後襲擊干擾撤退。
5月23日國軍收復隨縣，日軍亦退回鐘祥、應山等原駐地，恢復戰前態勢，隨棗會戰宣告結束。
參與本次會戰的第13師團步兵第65聯隊於本次會戰後的5月25日至12月10日總共接收6批次補充人員，共計為1,564名，考慮輕傷者在短暫治療後即可返回崗位且重傷患在會戰後半年多的時間內陸續康復出院，上述補充人員除極少數用以補充殘廢退伍者缺額外，其餘皆應為補充戰死者缺額，以此推定該聯隊於本會戰作戰傷亡人數應當佔其參戰兵力的絕大多數，其中陣亡者佔了該聯隊傷亡人數近一半，足見本次會戰戰況之激烈與國軍作戰之頑強。
- 保安團

## 外部連結
- （中文） 榮民文化網 （页面存档备份，存于）

1. 1 2  《抗日戰史—隨棗會戰》
2. ↑  逢凡、潤如、馬民康著，中國抗日戰爭：盧溝曉月，台北市：知兵堂出版社，2011年，p236。
3. ↑  星半三郎編，《若松聯隊回想錄》，1977年，會津若松市：若松聯隊記念事業實行委員會，p171-173。